# Берегове (Ялтинський район)
Берегове́ (до 1960-х — Кастро́поль; раніше — Кастропуло, крим. Kastropulo, грец. Καστρόπουλο) — селище в Україні, у складі Ялтинського району Автономної Республіки Крим. Розташоване на захід від смт Паркове, за 10,5 км від Сімеїза, поблизу автотраси Севастополь—Феодосія, за 105 км від залізничної станції Севастополь. Берегове пов'язане з райцентром Ялтою автобусним сполученням (автошлях Н19).

## Населення
478 осіб, з яких українці — 60 %, росіяни — 40 %.

## Географічне розташування
Селище розділене на дві історично сформовані частини: Верхній Кастрополь, розташований західніше, і Нижній Кастрополь або просто Кастрополь, розташований східніше.
У Верхньому Кастрополі розташована житлова одноповерхова садибна забудова, велика VIP-резиденція, а також православний храм (УПЦ), освячений на честь Казанської ікони Божої Матері. Біля храму є мінеральне джерело.
Нижче рівня будівель Верхнього Кастрополя над морем розташована скеля Іфігенія. Гірський масив висотою 120 м і довжиною 450 м є мисом, що відокремлює Кастрополь від селища Олива. Основу скелі складає вулканічний конус, складений відкладеннями вулканічного попелу з включенням вулканічних бомб, які відносяться до вулканізму верхній епохи Юрського періоду (150 млн років тому). Масив скелі розділений крутосхилою ущелиною-розломом на дві частини — східну, іменовану власне Іфігенія, і західну, відому також як скеля Дракон; вершина останньої покрита характерними кам'яними піками. На східній вершині скелі розташований пам'ятник у формі хреста. До схилу східної вершини Іфігенії на рівні 50 м нижче її верхньої точки з тиловій (щодо моря) сторони підходить виток верхньо-кастропольского серпантина. Звідси похилим боком скелі неважко зробити підйом на необладнаний оглядовий майданчик біля пам'ятника-хреста. Назва скелі пов'язана з міфом про Іфігенію в Тавриді і присвоєна скелі місцевим дачевласником Д. Первушиним на рубежі XIX-ХХ століть.
У Нижньому Кастрополі розташована приватна забудова, орієнтована на здачу відпочиваючим, а також приморська курортна зона. Ця зона складається з групи будівель пансіонату «Кастрополь», пляжу даного пансіонату, кілька готелів і міні-готелів, кількох садиб VIP-рівня.
Окрім того, між Нижнім і Верхнім Кастрополем розташована кілометрова зона лісу. У лісовій зоні зростають сосна кримська, сосна звичайна, фісташка туполистна, держи-дерево колюче, кипарис вічнозелений, ялівець звичайний, ялівець козацький, ладанник кримський, іглиця понтійська тощо. Нижня надпляжна тераса лісової території багато років активно використовується для наметового приморського відпочинку під контролем Ялтинського гірсько-лісового заповідника. Незважаючи на заповідний статус, лісова зона Кастрополь з 2000-х років активно забудовується комплексами готелів і особняків.
На північ від автотраси Севастополь — Ялта над Кастрополь височіє Кастропольська стіна або Кастропольський кант — одна із західних частин звернених до моря скелястих обривів Ай-Петринської яйли. Відносна висота скелястої стіни досягає 200 м, верхня її лінія від рівня моря досягає висоти 700—900 м. Східним кордоном Кастропольської стіни є розлом популярної у альпіністів гори Морчека, західним кордоном — пам'ятка природи та історії перевал Шайтан-Мердвен. У літературі нерідко поєднують Кастропольску стіну і розташовану на захід від Шайтан-Мердвена Байдарську стіну під єдиною назвою Байдаро-Кастропольська стіна.

## Історія

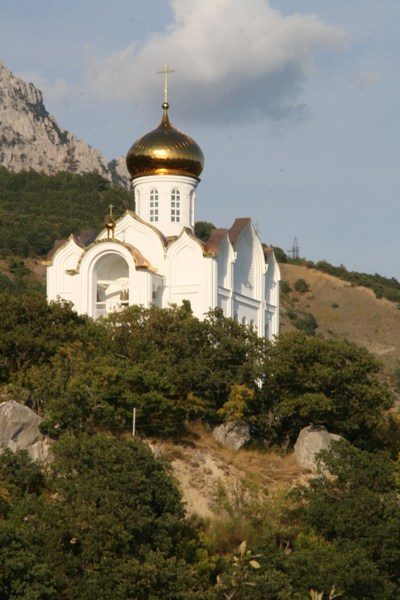
Казанський собор у Кастрополі

Історія селища веде початок із середньовіччя, коли на його місці, на мисі скелі Іфігенія, в VIII—X ст. існував християнський монастир та грецьке селище Кастропуло.
На карті 1842 року Кастропуло вже позначений під викривленою назвою «Кастрополь».
У нижньому Кастрополі, в маєтку Н.Первушина, в 1903 р. розташовувалася штаб-квартира дослідницької партії на чолі з М.Гаріним-Михайлівським, яка розробляла маршрут південнобережної залізниці.
Із березня по листопад 1903 р. експедиція склала 84 варіанти дороги. Намічалося вже в 1904 р. почати будівництво, але цьому перешкодили російсько-японська війна, що почалася в 1904 р., а потім — революційні події. У 60-х рр. за матеріалами М.Гаріна-Михайловського була побудована нова траса Севастополь—Феодосія.
Нині на місці маєтку Н.Первушина побудований пансіонат «Кастрополь». Поряд — декілька будинків для обслуги. Основна частина жителів смт. проживає у Верхньому Кастрополі в приватних будинках.